# Чекуть
Чекуть (бел. Чэкуць)— озеро в Браславском районе Витебской области. Относится к бассейну реки Друйка. Расположено в 10 км на северо-запад от Браслава.

## Описание
Площадь зеркала 0,09 км², длина 0,4 км, наибольшая ширина 0,3 км, длина береговой линии около 1,07.
Озеро находится в болотистой местности. Соединено протокой с озером Буже.
В полукилометре от северо-западного берега расположена деревня Урбаны. В Чекуть попадает поверхностный сток с этой деревни.